# Volksbund Deutsche Kriegsgräberfürsorge

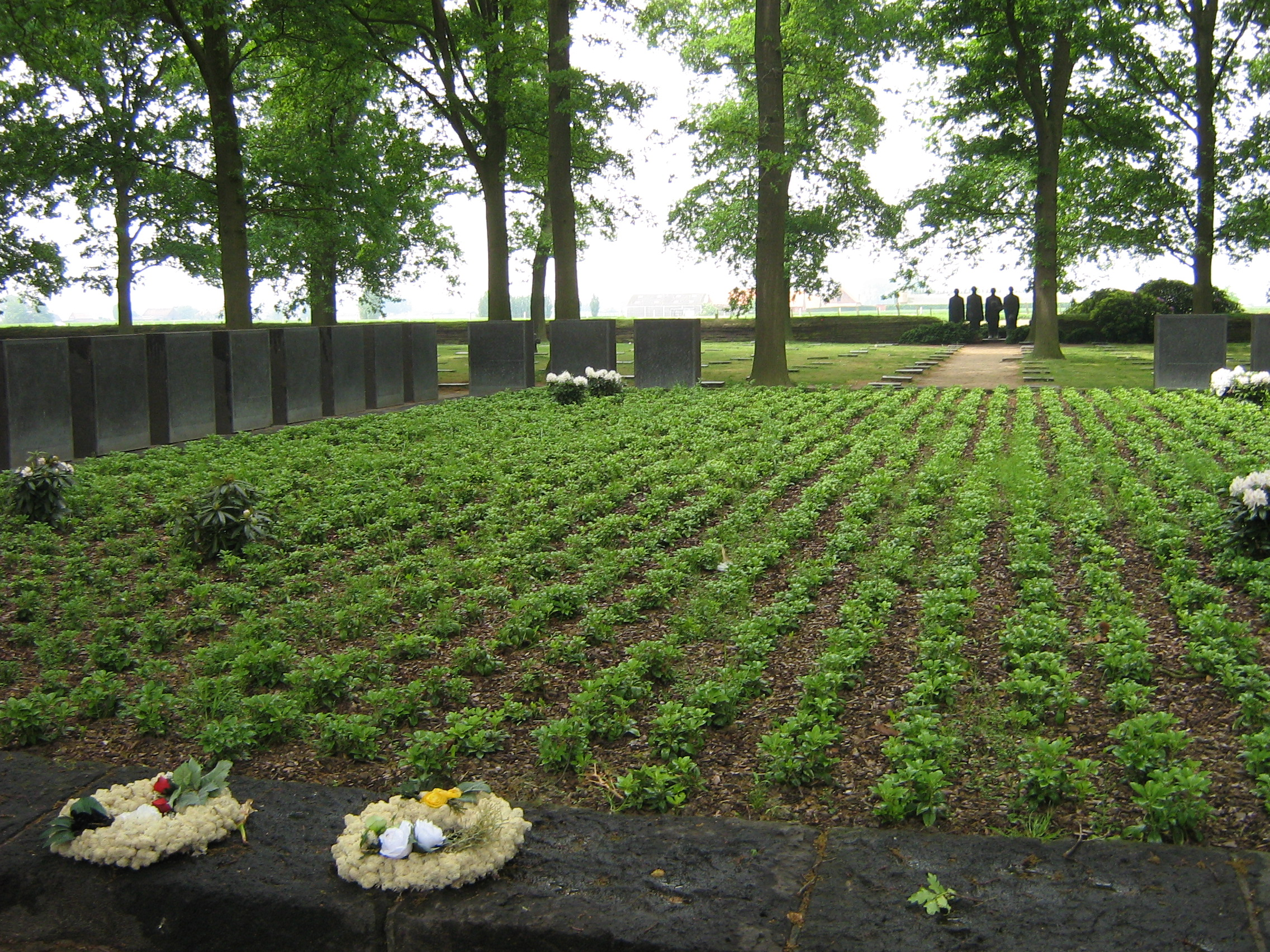

Volksbund Deutsche Kriegsgräberfürsorge är en organisation som på uppdrag av Tysklands regering ansvarar för gravvård av begravningsplatser för tyska soldater i utlandet. Organisationen grundades 1919 för att ta hand om gravar för i Första världskriget fallna soldater. Idag ansvarar man för 832 begravningsplatser i 45 länder. Organisationen engagerar sig för försoning mellan länder. Man får även stöd av Bundeswehr i form av arbetsinsatser. Varje år arrangerar man även minnesaktiviteter i samband med Volkstrauertag.
På Kvibergs kyrkogård i Göteborg finns ett område med tyska krigsgravar. Det tillkom 1961 då man sammanförde omkomna från båda världskrigen på ett särskilt gravfält inom kyrkogården. Det är upplåtet för all framtid och sköts av Volksbund Deutsche Kriegsgräberfürsorge.